# 富岡警察署
富岡警察署（とみおかけいさつしょ）は、群馬県警察が管轄する警察署の一つである。

## 所在地
- 群馬県富岡市富岡1198

## 管轄区域
- 富岡市
- 甘楽郡
  - 甘楽町
  - 下仁田町
  - 南牧村

## 沿革
- 2010年（平成22年）4月1日 - 下仁田警察署を統合して、当署の下仁田分庁舎に組織を変更する。

## 分庁舎

### 下仁田町
- 下仁田分庁舎（群馬県甘楽郡下仁田町大字下仁田688-1）

## 組織
- 警務課 - 警務係、警察安全相談係、犯罪被害者支援係
- 会計課 - 会計係
- 生活安全課 - 生活安全係
- 地域課 - 地域係
- 刑事課 - 総務係、刑事係、鑑識係
- 交通課 - 交通係
- 警備課 - 警備係

## 交番

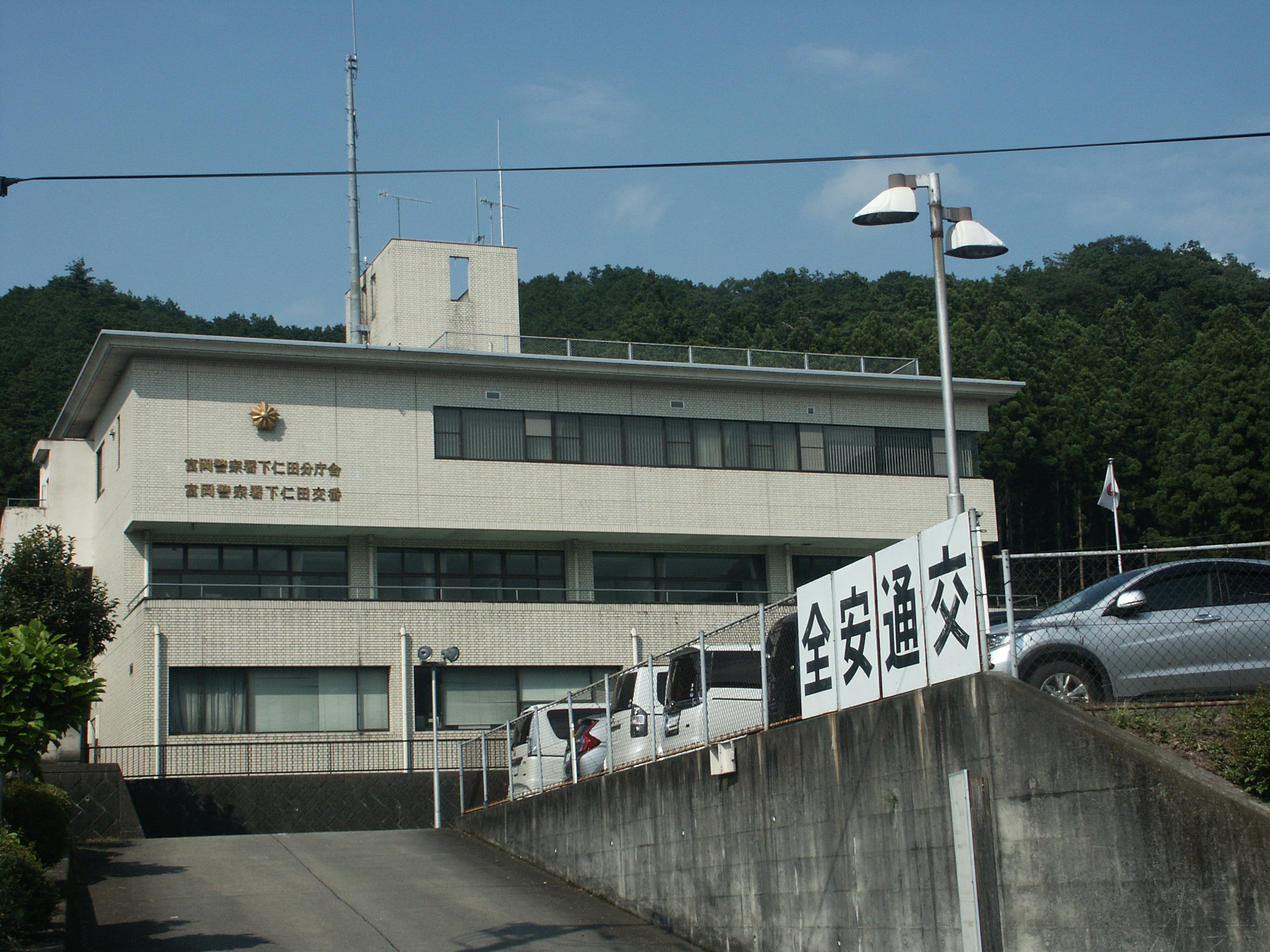
下仁田分庁舎

### 富岡市
- 富岡中央交番（富岡市七日市289-1）

### 下仁田町
- 下仁田交番（甘楽郡下仁田町大字下仁田688-1 下仁田分庁舎内）

## 駐在所

### 富岡市
- 中高瀬駐在所（富岡市中高瀬1104-6）
- 南後箇駐在所（富岡市南後箇1161-6）
- 小野駐在所（富岡市白岩654-1）
- 南蛇井駐在所（富岡市南蛇井251-1）
- 上丹生駐在所（富岡市上丹生5-6）
- 妙義駐在所（富岡市妙義町上高田1186-2）

### 甘楽町
- 小幡駐在所（甘楽郡甘楽町大字小幡843-19）
- 福島駐在所（甘楽郡甘楽町大字福島1275-1）
- 金井駐在所（甘楽郡甘楽町大字金井442-4）

### 下仁田町
- 馬山駐在所（甘楽郡下仁田町大字馬山2847-1）
- 小坂駐在所（甘楽郡下仁田町大字下小坂788-5）
- 西牧駐在所（甘楽郡下仁田町大字本宿3388）

### 南牧村
- 磐戸駐在所（甘楽郡南牧村大字磐戸110-8）
- 砥沢駐在所（甘楽郡南牧村大字砥沢699-6）